# Vozera Svina
Vozera Svina (vitryska: Возера Свіна) är en sjö i Belarus.   Den ligger i voblasten Vitsebsks voblast, i den norra delen av landet, 240 km nordost om huvudstaden Minsk. Vozera Svina ligger 141 meter över havet. Arean är 3,0 kvadratkilometer. Den sträcker sig 3,7 kilometer i nord-sydlig riktning, och 2,3 kilometer i öst-västlig riktning.